# Bresse
| Bresse             | Bresse                                          |
| ------------------ | ----------------------------------------------- |
| Lage in Frankreich |                                                 |
| Regionen           | Bourgogne-Franche-Comté, Auvergne-Rhône-Alpes   |
| Départements       | Saône-et-Loire, Ain, Jura                       |
| Fläche in km²      | ~4000                                           |
| Regionalstädte     | Louhans, Bourg-en-Bresse, Bletterans            |
| Geologie           | Lehmebene                                       |
| Relief             | von 180 bis 220 m                               |
| Hauptproduktion    | Geflügel, Mais, Landwirtschaft                  |
| Nachbarregionen    | Revermont, Dombes, Bugey, Mâconnais, Chalonnais |
| Arrondissements    | Louhans, Bourg-en-Bresse, Lons-le-Saunier       |

Die Bresse ist eine natürliche Landschaft und ehemalige Provinz in Ostfrankreich von fast 4000 km2, die sich von den Dombes im Süden bis zum Fluss Doubs im Norden und von der Saône im Westen bis zum Jura im Osten erstreckt. Sie hat in Nord-Süd-Richtung eine Ausdehnung von rund 100 km und in Ost-West-Richtung von etwa 40 km. Die Bewohner der Landschaft werden Bressans genannt (beziehungsweise die weiblichen Bewohner Bressanes).

## Geographie

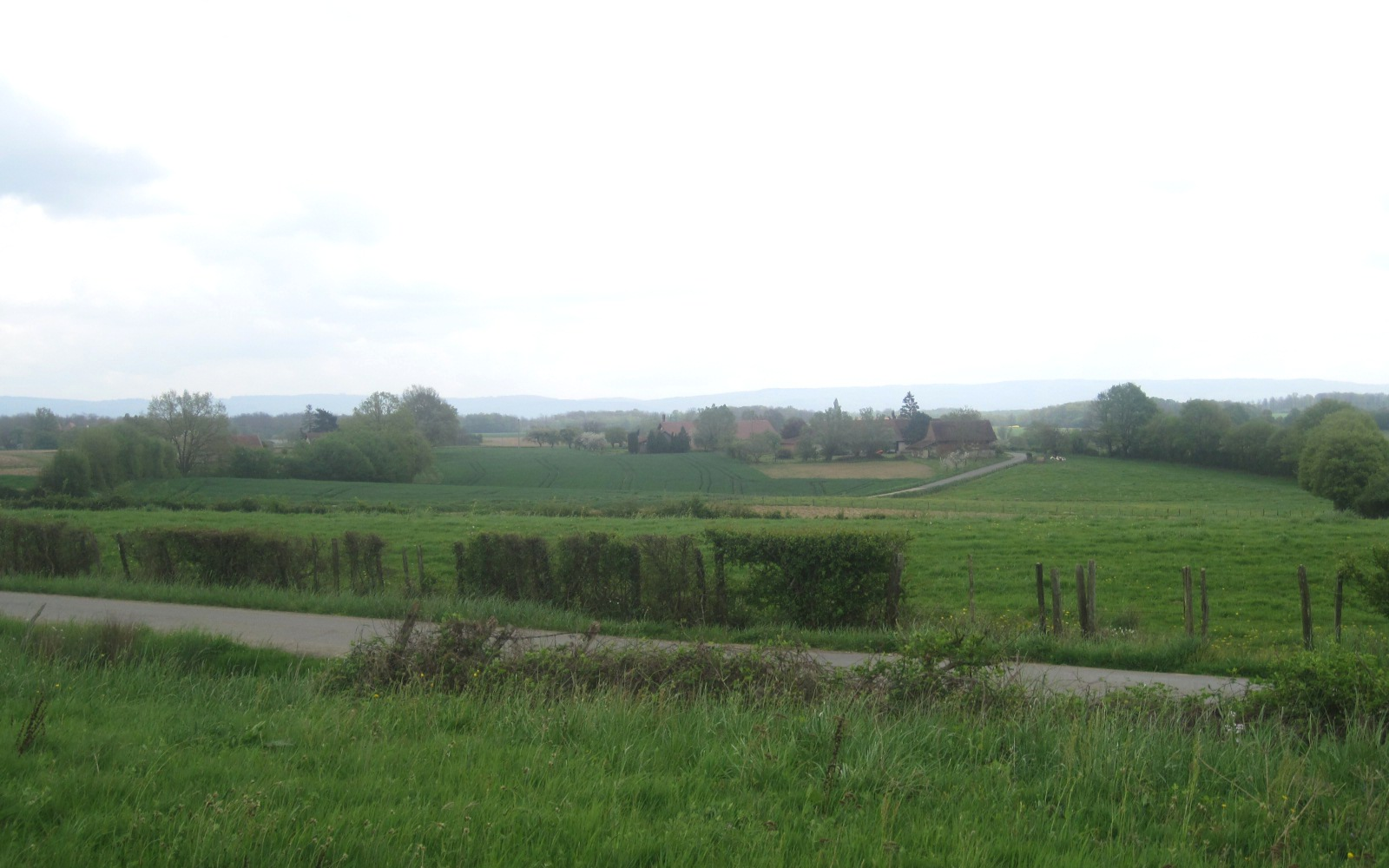
Umgebung von Montpont-en-Bresse

Im Wesentlichen ist die Bresse eine Ebene etwa 180 bis 220 m über dem Meeresspiegel mit einer leichten Neigung nach Westen. Die wichtigsten Flüsse, alles Nebenflüsse der Saône, sind die Veyle, die Reyssouze und die Seille.

### Grenzen
Die Grenzen des Gebiets sind
- im Norden der Unterlauf des Doubs, von der Einmündung des Orain bis zur Mündung in die Saône,
- im Osten die westlichen Ausläufer des Juragebirges,
- im Westen die Saône zwischen den Mündungen von Doubs und Chalaronne,
- im Süden ein fließender Übergang in die Dombes, wobei die Mündung der Chalaronne in die Saône und der Weiler Vavre in Saint-Martin-du-Mont als Eckpunkte gelten.

Im Zusammenhang mit der kontrollierten Herkunftsbezeichnung für die Bressehühner wurden die genauen Grenzen der Bresse durch ein Gerichtsurteil des Zivilgerichtes Bourg-en-Bresse vom 22. Dezember 1936 festgelegt.

### Untergliederung
Der geografische Begriff Bresse umfasst drei Teile:
- la Bresse bourguignonne im Osten des Départements Saône-et-Loire, wiederum unterteilt in die südliche Bresse louhannaise und die nördliche Bresse chalonnaise,
- la Bresse de l’Ain (manchmal auch Bresse savoyarde genannt) im Nordwesten des Départements Ain,
- la Bresse jurassienne im Westen des Départements Jura als kleinster der drei Teile.

## Geschichte
Die Bresse de l'Ain fiel 1272 an das Haus Savoyen, Bâgé-le-Châtel war Hauptstadt und das wirtschaftliche Zentrum. Das Gebiet weckte immer wieder die Begehrlichkeiten der französischen Könige, die ihr Gebiet ausweiten wollten. So führte die Lage Bâgés, dicht an der Grenze zum französischen Königreich, zum Erstarken von Bourg-en-Bresse, das zu Beginn des 15. Jahrhunderts zum Provinzhauptort wurde.
Die Bresse bourgignonne gehörte zum Herzogtum Burgund, war aber auch Grenzgebiet zur Freigrafschaft Burgund. Die Gegend litt unter den kriegerischen Auseinandersetzungen und blieb eine arme Region mit kleinbäuerlicher Bevölkerung. Lediglich Louhans brachte es als Freistadt zu einigem Wohlstand.
Am 17. Januar 1601 wurde das Gebiet, das wegen der flachen Topografie nur schwer zu verteidigen war, im Vertrag von Lyon an Frankreich abgetreten, worauf es zusammen mit der Provinz Bugey ein separates Verwaltungsgebiet bildete. Heute ist die Landschaft Bresse zur Hauptsache Bestandteil der Region Auvergne-Rhône-Alpes.

## Geomorphologie

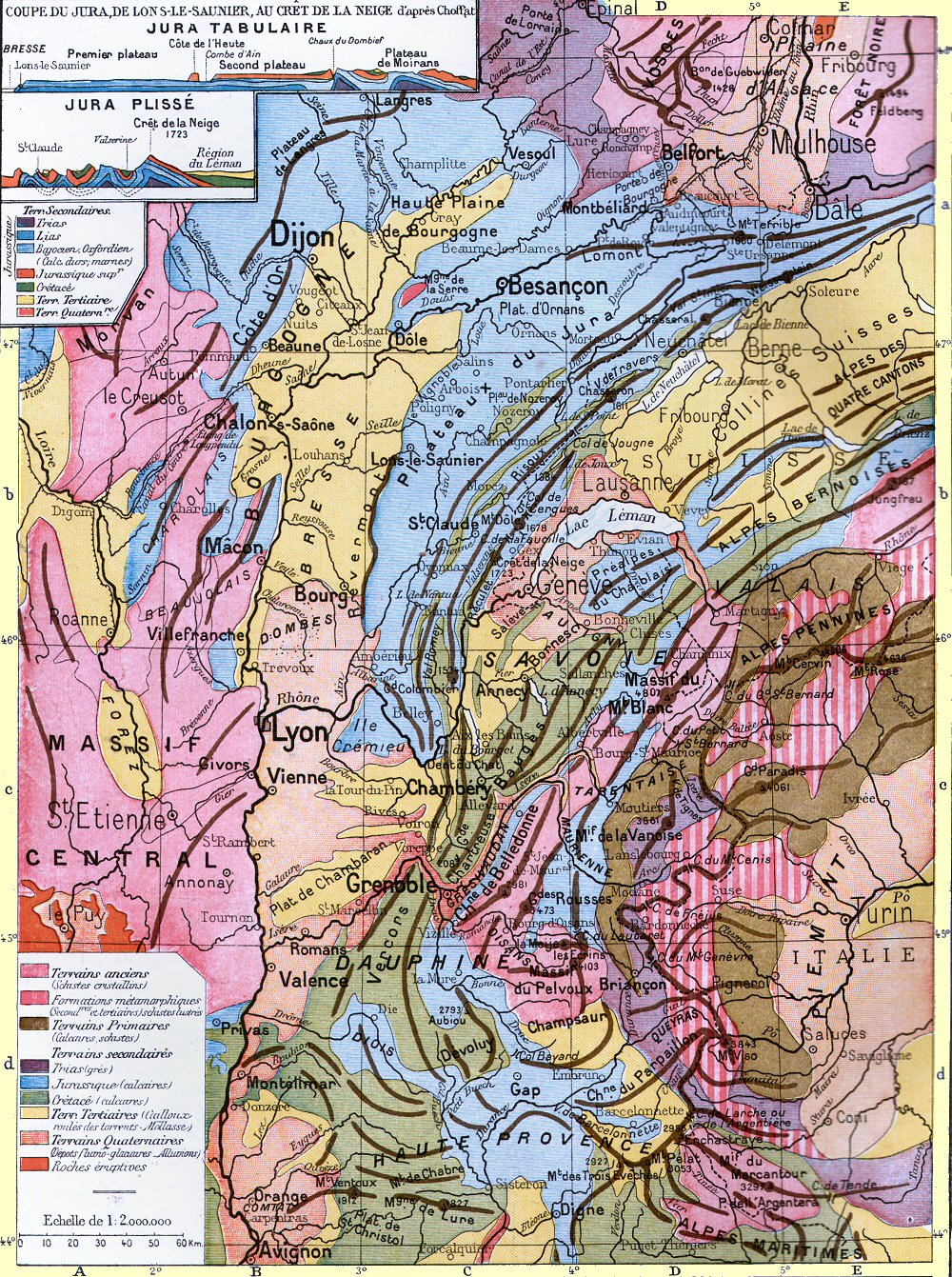
Geologische Karte der Bresse, des Saône- und Rhônetals nach Léon Paul Choffat

Im Wesentlichen ist die Bresse eine tektonische Senke, genannt Bressegraben, die in Nord-Süd-Richtung orientiert ist und zwischen dem Jura und den nördlichen Ausläufern des Zentralmassivs liegt. Die südliche Grenze bildet der Fluss Ain, die nördliche liegt bei der Stadt Gray. Die Ausdehnung in Ost-West-Richtung beträgt im nördlichen Teil rund 60 Kilometer, im mittleren und südlichen Teil liegt sie bei rund 45 Kilometer. Die Nord-Süd-Ausdehnung beträgt rund 190 km.
Die Entwässerung der Bresse erfolgt fast ausschließlich durch die Saône, die in Nord-Süd-Richtung verläuft und ein außerordentlich schwaches Gefälle aufweist. Zwei tiefe tektonische Schwellen lassen die Bresse in drei Gebiete teilen: die nordwestliche Bresse chalonnaise, die zentrale Bresse bourguignonne und die südliche Bresse savoyarde.
Die Bresse ist das Resultat einer Anzahl Ereignisse, die in zwei Hauptphasen aufgeteilt werden können:
- Die Auffaltung der Alpen brachte starken Druck von Südosten, was zur Auffaltung des Juragebirges während des Oligozän und Miozän führte. Das Zentralmassiv wiederum widerstand dem Druck der Alpenfaltung und es entstand die Senke des Saônegrabens, in dem sich Seen oder ein See bildete, der sogenannte Bressesee (Lac Bressan). Rhein und Loire ergossen sich in diesen See, der wiederum durch einen Abfluss nach Südosten entwässert wurde. Es wird angenommen, dass der See nur eine geringe Tiefe hatte und durch Landzungen unterbrochen war und deshalb kaum eine einheitliche, geschlossene Wasseroberfläche aufwies, sondern eher einer Seenplatte glich.

- Durch das Geschiebe, das die Zuflüsse mitbrachten, verlandete der See zusehends und trocknete schließlich aus. Der Boden der Bresse wird also vorwiegend durch lakustrische Ablagerungen aus dem Pliozän gebildet. Lehm ist dominierender Bestandteil, teilweise ist Silizium enthalten, jedoch in so geringen Mengen, dass es die Wasserundurchlässigkeit des Bodens nicht beeinträchtigt. Die zumeist feine Ackerkrume besteht vorwiegend aus Lehm-Silizium oder Pisé und weist oft eine gelbe oder rötliche Färbung auf, mit wenig Steinen oder Kalkstein.

Die Bresse ist also ein Schwemmlandgebiet mit lehmhaltigen Böden und wasserundurchlässigem Mergel. Die Wasserundurchlässigkeit macht den Boden fruchtbar, schwierig zum Bearbeiten, geeignet als Gras- und Weideland und für Weichhölzer. Obwohl Kalkstein fast vollständig fehlt, kommt in Weihern und Tümpeln oft eine Art von Kalk vor, der jedoch keine Rolle für die Vegetation zu spielen scheint. Stellenweise dringt auch das Muttergestein bis an die Oberfläche und der Granitsockel wird sichtbar.

## Wirtschaft
Der Schwerpunkt der Erwerbstätigkeit in der Bresse liegt in der Landwirtschaft und den damit verbundenen Produktionsformen (Mühlen, Futtermittelbetriebe etc.). Ein besonderer Schwerpunkt bilden die Bressehühner, jährlich werden von rund 300 Züchtern 1,2 Millionen Stück Freilandgeflügel aufgezogen und gemästet. Rund 4000 weitere Unternehmen sind in der Bresse erfolgreich tätig. Sie konzentrieren sich vorwiegend auf die Bereiche Nahrungsmittel, Metallurgie, Metallbau, Mechanik, Transport und Gesundheit. Schwerindustrie und Kernkraftwerke finden sich in der Bresse nicht, aber auch die touristische Infrastruktur ist schwach ausgebildet.

## Gesellschaft und Kultur
Die Bresse ist eine stark landwirtschaftlich geprägte Region. Die Höfe liegen teilweise weit von den eher kleinen Dörfern entfernt, die Landschaft ist geprägt von sanften Hügeln im Osten und der weiten Saôneebene im Westen, durchzogen von Weihern, Kleinseen, Gehölzen und Auen. Dementsprechend ist die Bevölkerung eher traditionell veranlagt, hängt an den alten Werten und pflegt auf der kommunalen Ebene die direktdemokratischen Instrumente.
Die Bressans wurden von ihren Nachbarn als „Gelbbäuche“ bezeichnet, wohl deswegen, weil die arme Bevölkerung schon früh Mais anstelle von Getreide aß. Die Gaudes (geröstetes Maismehl aus ungeschältem Mais, angerührt mit Milch) galten als eigentliches Nationalgericht der Einheimischen. Der Maisanbau war und ist ein wichtiger landwirtschaftlicher Zweig, da Mais für die Fütterung der Bressehühner unerlässlich ist.

## Orte und Sehenswürdigkeiten
- Kloster Brou in Bourg-en-Bresse
- Schloss von Pierre-de-Bresse
- Schloss von Montcony
- Volkskundliches Museum Pierre-de-Bresse (Écomusée de la Bresse Bourguignonne)